# Murder Junkies
The Murder Junkies är ett amerikanskt punkband som bildades i början av 1990-talet av GG Allin, hans bror Merle Allin, Dino Sex (the naked drummer) och William "Bill" Weber.
The Murder Junkies är fortfarande aktiva men endast Merle Allin och Dino Sex är kvar av originalsättningen. GG Allin dog 28 juni 1993 av en överdos heroin.